# Eloy Bullón Fernández
Eloy Bullón Fernández (Salamanca, 11 de maig de 1879 Madrid, 4 de març de 1957) va ser un historiador de la filosofia i polític espanyol, diputat a les Corts Espanyoles durant la restauració borbònica.

## Biografia
Era fill de l'advocat i polític Agustín Bullón de la Torre (1845-1928, diputat a Corts i governador civil. Es va casar amb Beatriz Mendoza Esteban, sisena Marquesa de Selva Alegre i tercera comtessa de Montalbán.
Va estudiar al Seminari Conciliar Central de Salamanca i tenia només 17 anys quan en 1897 publica el seu primer llibre: El alma de los brutos ante los filósofos españoles, que signa com «Eloy Bullón... del Seminari Conciliar Central de Salamanca».
Va fer estudis de Dret i Filosofia i Lletres en la Universitat de Salamanca. El 1901 guanya l'oposició al Cos Facultatiu d'Arxivers, Bibliotecaris i Arqueòlegs. El 1906 és Catedràtic d'Història d'Espanya de la Universitat de Santiago de Compostel·la, passant d'allí a la de Valladolid i el 1907 catedràtic de Geografia política i descriptiva de la Universitat Central, a Madrid.
En l'àmbit polític, des de les eleccions generals espanyoles de 1907 és diputat en Corts pel districte de Sequeros (Salamanca), com a liberal conservador. En la Dictadura de Primo de Rivera va ser Director General de Primer Ensenyament; després, Subsecretari d'Instrucció Pública i governador civil de Madrid. Des de 1928 fou membre de l'Acadèmia de la Història; des de 1935 de la de Ciències Morals i Polítiques i des de 1945 de la de Jurisprudència i Legislació. De 1930 a 1931 fou president de la Reial Societat Geogràfica d'Espanya i estudià les edicions de Miquel Servet sobre la Geografia de Ptolemeu.

## Obres
- De los orígenes de la filosofía moderna. Los precursores españoles de Bacon y Descartes. Imprenta de Calatrava, Salamanca 1905
- Un colaborador de los Reyes Católicos: El Doctor Palacios Rubios y sus obras, Ramona Velasco, Madrid 1927
- Sobre critica histórica: la oscuridad en lo presente. Tipografía de Archivos, Madrid 1932,
- Reformas urgentes en la enseñanza de la Geografía, Madrid 1941.
- Florecimiento de los estudios geográficos en Andalucía en la época de Carlos V, Madrid 1942.